# FMA SAIA 90
ФМА САИА 90 (исп. FMA SAIA 90, от Sistema de Armas Integrado Argentina de la decada de 90) — проект аргентинского истребителя, который отнесен к поколению 4,5, созданный компанией FMA.

## История
В середине 1980-х для замены устаревающих «Миражей», «Даггеров» и «Супер Этандаров» в Аргентине был разработан проект сверхзвукового истребителя. Первый полёт нового самолёта был запланирован на 1989 год, серийное производство должно было начаться в 1991 году.
Финансовые проблемы фирмы FMA (годовой дефицит составлял 50 миллионов $), экономический кризис в Аргентине, безуспешные поиски партнера (в частности рассчитывали на итальянскую фирму Aeritalia-Aermacchi) стали причиной закрытия проекта.

## Конструкция
Истребитель был выполнен по нормальной аэродинамической схеме, рассчитан на высокую манёвренность на околозвуковых скоростях. В конструкции планера широко использовались композиционные материалы по технологии «Стелс». Истребитель планировалось оснастить 2 турбореактивными двигателями General Electric F404.
Внешне самолёт напоминал американский палубный истребитель F-18 Hornet. SAIA 90 был спроектирован статически неустойчивым. РЛС SAIA 90 могла обнаружить воздушную цель с ЭПР 5 м² на дистанции до 90 км. Предполагалось, что РЛС сможет одновременно сопровождать до шести целей. В вооружение истребителя включалось встроенная 27-мм револьверная пушка и различное подвесное вооружение на 11 узлах подвески, два из которых для ракет «воздух-воздух» располагались на законцовках крыла.

## Тактико-технические характеристики
Технические характеристики
- Экипаж: 1
- Длина: 15,53 м
- Размах крыла: 11 м
- Высота: 3,96 м
- Площадь крыла: 30 м²
- Масса пустого: 7800 кг
- Максимальная взлётная масса: 15 000 кг
- Силовая установка: 2 × РД General Electric F404
- Тяга: 2 × 5600 кг

Лётные характеристики
- Максимальная скорость: 2300 км/ч
- Боевой радиус: 600 км
- Практическая дальность: 3380 км
- Практический потолок: 15 000 м

Вооружение
- Стрелково-пушечное: 1 × 27-мм Mauser BK-27 (150 снарядов)
- Точки подвески: 11
- Управляемые ракеты: 4 × AMRAAM
2 × AIM-9L